# Stazione di Pomigliano d’Arco
Stazione di Pomigliano d'Arco vasútállomás Olaszországban, Pomigliano d’Arco településen.

## Vasútvonalak
Az állomást az alábbi vasútvonalak érintik:
- Nápoly–Nola–Baiano-vasútvonal
- Pomigliano d'Arco-Acerra-vasútvonal

## Kapcsolódó állomások
A vasútállomáshoz az alábbi állomások vannak a legközelebb:
- Stazione di Castelcisterna
- Stazione di Pratola Ponte